# エーステレビ
株式会社エーステレビ（英称：ace television inc.）は、テレビ番組の制作プロダクションである。
2018年3月末日をもって閉業。番組制作事業は、新会社であるえーすてれび株式会社が引き継いでいる。

## 概要
1997年9月に、株式会社ニユーテレスの制作部長 波田野憲雄の独立により設立された。2019年1月に清算手続が終了し、法人格消滅。

## 会社概要

### 過去の所在地
- 〒160-0004 東京都新宿区四谷1-7 第三鹿倉ビル４階

### 最後の役員
- 代表取締役 : 波田野憲雄
- 取締役 : 波田野多瑞子、堀川英男、小野寺春佳
- 監査役 : 岩井悦子

## 主な所属スタッフ
- 波田野憲雄（代表取締役社長／プロデュース）
- 小野寺春佳（取締役／プロデュース）
- 堀川英男（取締役／演出）
- 西村隆志（ディレクター）
- 高木美紀（タイムキーパー）
- 佐々木リサ（文字放送）
- 猪股由香里（報道デスク）

## 主な制作作品

### テレビ番組
フジテレビ系
- 奇跡体験!アンビリバボー
- 美少女Hシリーズ
- らぶ・ちゃっと
- リ・フ・レ 〜私らしく旅する〜
- 脳内エステ IQサプリ
- 未来教授サワムラシリーズ
  - 未来教授サワムラ
  - 未来教授サワムラZ
- チエクラーベ

日本テレビ系
- 石田純一の街の達人（BS日テレ）

テレビ朝日系
- テイバン.tv（BS朝日）

テレビ東京系
- 朝のさんぽ道  (テレビ東京)
- よじごじDays  (テレビ東京)
- 歴史の道 歩き旅!  (テレビ東京)
- L4 YOU! 水曜 (テレビ東京)
- いい旅・夢気分 (テレビ東京)
- かりゆし先生ちばる!
- e-cluberシリーズ
- 若菜の女塾

CS放送
- ツール・ド・フランスほか 自転車ロードレース中継  (J SPORTS)
- デイリー・キッチン（食と旅のフーディーズTV）
- 振付け完全攻略 フリフリSongBook（フジテレビCS）
- 読むドラ（フジテレビCS）
- フジテレビ ショートショートドラマ制作部1〜3（フジテレビCS）
- 業界人養成講座（フジテレビCS）

### VP、その他
- L.I.P アイドルビデオ